# Lettres de l'Inde
Les Lettres de l’Inde sont une série de onze articles d’Octave Mirbeau, parus en 1885 dans Le Gaulois, du 22 février au 22 avril, puis dans  Le Journal des débats, le 31 juillet et le 1er août, et signés du pseudonyme de Nirvana. Ils n’ont été recueillis en volume qu’en 1991.

## Mystification littéraire
Il s’agit d’une imposture littéraire, car Octave Mirbeau n’a jamais mis les pieds en Inde. C’est de Paris qu’il écrit les sept premières lettres, consacrées notamment à Ceylan et Pondichéry, puis dans l’Orne, près de Laigle, que, face à des rhododendrons normands, il évoque, dans les quatre dernières lettres, les rhododendrons de douze mètres de l’Himalaya, aperçus au cours d’une pseudo-randonnée à travers le Sikkim.
À l’origine, il s’agissait de damer le pion à un journaliste du Gaulois, Robert de Bonnières, homme du monde prétentieux, qui, lui, a réellement effectué en Inde un long périple, d’où il a envoyé des « Souvenirs de voyage » publiés d’abord dans la Revue bleue, puis recueillis dans Mémoires d’aujourd’hui (1886). Mais il s’agit aussi de littérature alimentaire et de négritude : car Mirbeau met en forme littéraire et donne vie et force aux rapports expédiés par son ami et commanditaire François Deloncle, qui a été envoyé en mission officieuse en Inde par Jules Ferry. Ces rapports sont conservés dans les archives du ministère des Affaires étrangères.

## Un bon colonialisme?
Véritable « prolétaire de Lettres », Mirbeau n’a pas encore la liberté de sa plume : il écrit sous influence. Le futur pourfendeur du colonialisme, qui transforme des continents entiers  en terrifiants jardins des supplices, en est encore à opposer le “bon” colonialisme français, respectueux des peuples et de leurs coutumes, à l’odieux colonialisme des Anglais, cyniques et mercantiles oppresseurs des Indiens.
Par-delà ces compromissions obligées, il est conscient des bouleversements qui couvent en Orient ; il exprime sa fascination pour la civilisation indienne, faite de détachement, de renoncement et d’« immobilité »; et il est intéressé par le bouddhisme cinghalais, présenté comme une religion sans Dieu, émancipatrice de la pensée humaine et par conséquent exempte de fanatisme. 